# 沃爾納特鎮區 (愛荷華州阿珀努斯縣)
沃爾納特鎮區（英語：Walnut Township）是位於美國愛荷華州阿珀努斯縣的一個行政鎮區。

## 地方資料
根據2010年美國人口普查的數據，沃爾納特鎮區的面積為80.01平方千米，當中陸地面積為62.14平方千米，而水域面積為7.87平方千米。當地共有人口894人，而人口密度為每平方千米11.17人。